# Gypona infuscara
Gypona infuscara är en insektsart som beskrevs av Delong och Martinson 1972. Gypona infuscara ingår i släktet Gypona och familjen dvärgstritar. Inga underarter finns listade i Catalogue of Life.